# Gailenberg (Mühlheim am Main)

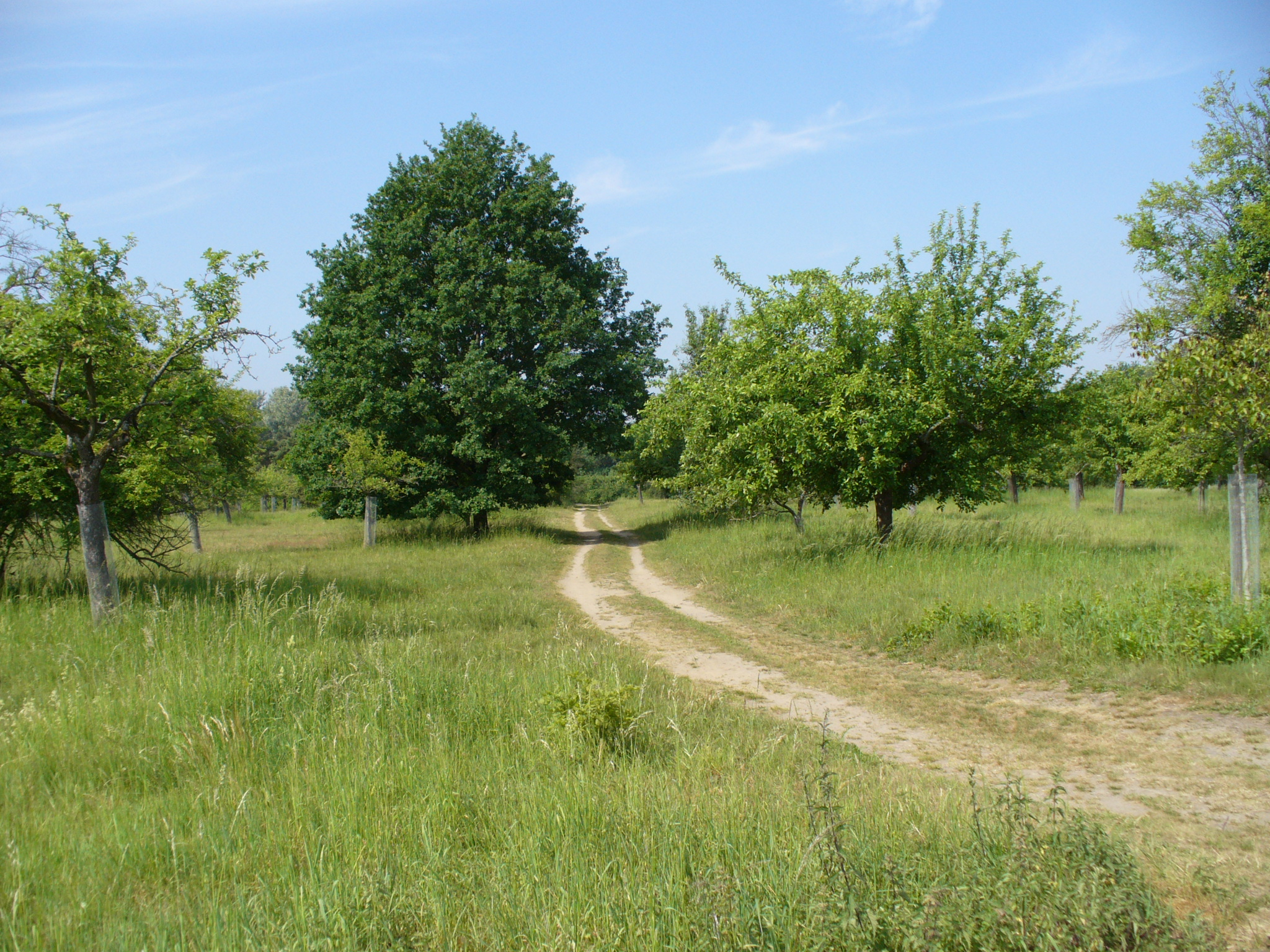
Die Streuobstwiesen am Gailenberg

Der Gailenberg ist die höchste Erhebung (130 m über NN) im Gebiet der hessischen Stadt Mühlheim am Main östlich des Stadtteiles Lämmerspiel und südöstlich des Stadtteiles Dietesheim. Es ist ein ca. 1,5 km² großes Gebiet, das größtenteils mit Obstbäumen – in erster Linie Apfelbäumen – bewachsen ist. In geringem Umfang wird auch noch Ackerbau betrieben. Seit einigen Jahren betreibt dort eine Interessengemeinschaft einen Weinberg mit 99 Weinstöcken der Rebsorte „Weißer Burgunder“.

## Geschichte
Erdgeschichtlich ist der Gailenberg „durch das emporquellen glutiger Basaltmassen“ aus dem Erdinneren vor ca. 15 Millionen Jahren entstanden. Andere sagen auch, der dort vorherrschende Basalt stamme von den Lavaströmen des explodierten Vogelsberg-Vulkans aus derselben Zeitepoche (15–17 Mio. Jahre). Geologisch besteht der Gailenberg im Untergrund aus einer teilweise bis zu 18 m dicken Basaltschicht. Darüber lagern Sandschichten (Flugsanddünen), die aus heftigen Stürmen aus westlichen Richtungen vor ca. 20.000 Jahren stammen. Darüber befindet sich nur eine dünne Humusschicht, die nur einen mageren bzw. Trockenheit liebenden Bewuchs zulässt. Erste menschliche Spuren finden sich hier vor etwa 40.000 Jahren, was altsteinzeitliche Funde (Abschläge aus Chalzedon) beweisen.

## Nutzung

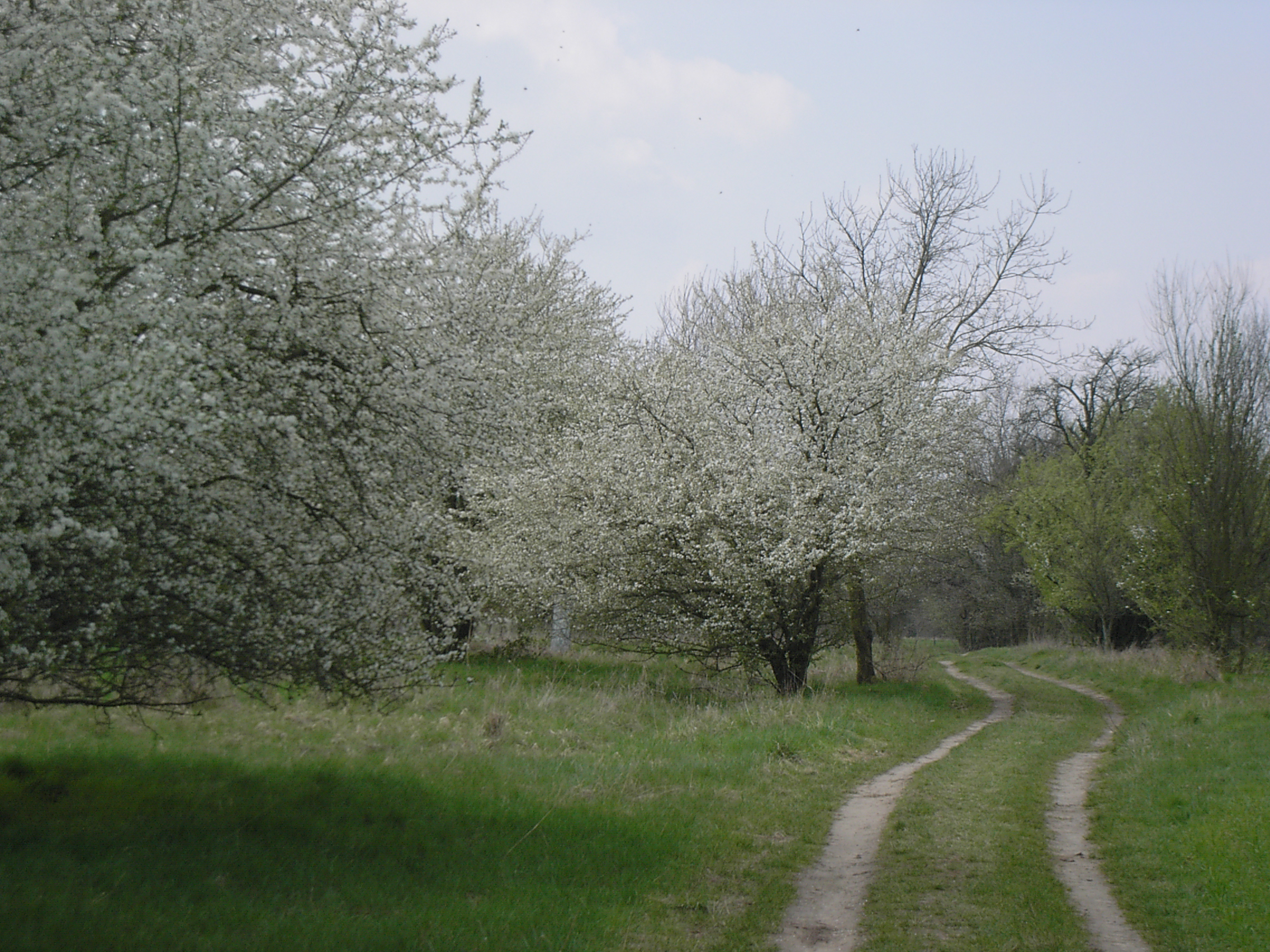
Blüte der Weißdornsträucher

Wer um den vulkanischen Ursprung des aus Basalt bestehenden Untergrundes des Gailenbergs weiß, wundert sich über diese Bezeichnung keineswegs, dass sich hier ein günstiges, im Sommer fast mediterranes Klima entwickelt hat. Einer der Gründe, warum sich im Spätmittelalter und bis zum Dreißigjährigen Krieg hier Weinberge der Bauern aus Dietesheim und Lämmerspiel befanden.
Erst durch die massiven Zerstörungen der Weinberge während des Dreißigjährigen Krieges sowie der nachfolgenden kalten Sommerjahre wurde die Apfelweinbereitung in größerem Maße notwendig. Nachdem öfters hintereinander die Trauben erfroren waren, mussten sich die Bauern auf Anweisung auf den Anbau von Äpfeln umstellen, was bis zum heutigen Tag so auch noch praktiziert wird. Einzigartig ist daher der bereits oben erwähnte „Weinberg“ der Interessengemeinschaft Weinbau von Bürgern aus Mühlheim.
Ansonsten gehört der Gailenberg heute zu den geschützten Streuobstwiesen, die auch mit Hilfe finanzieller Mittel des Landes Hessen und der Stadt Mühlheim gepflegt werden – zum Beispiel durch ständiges Entfernen der Verbuschung und das Anpflanzen von hochstämmigen alten Obstbaumsorten in einer jährlichen Pflanzaktion.

## Anfahrt

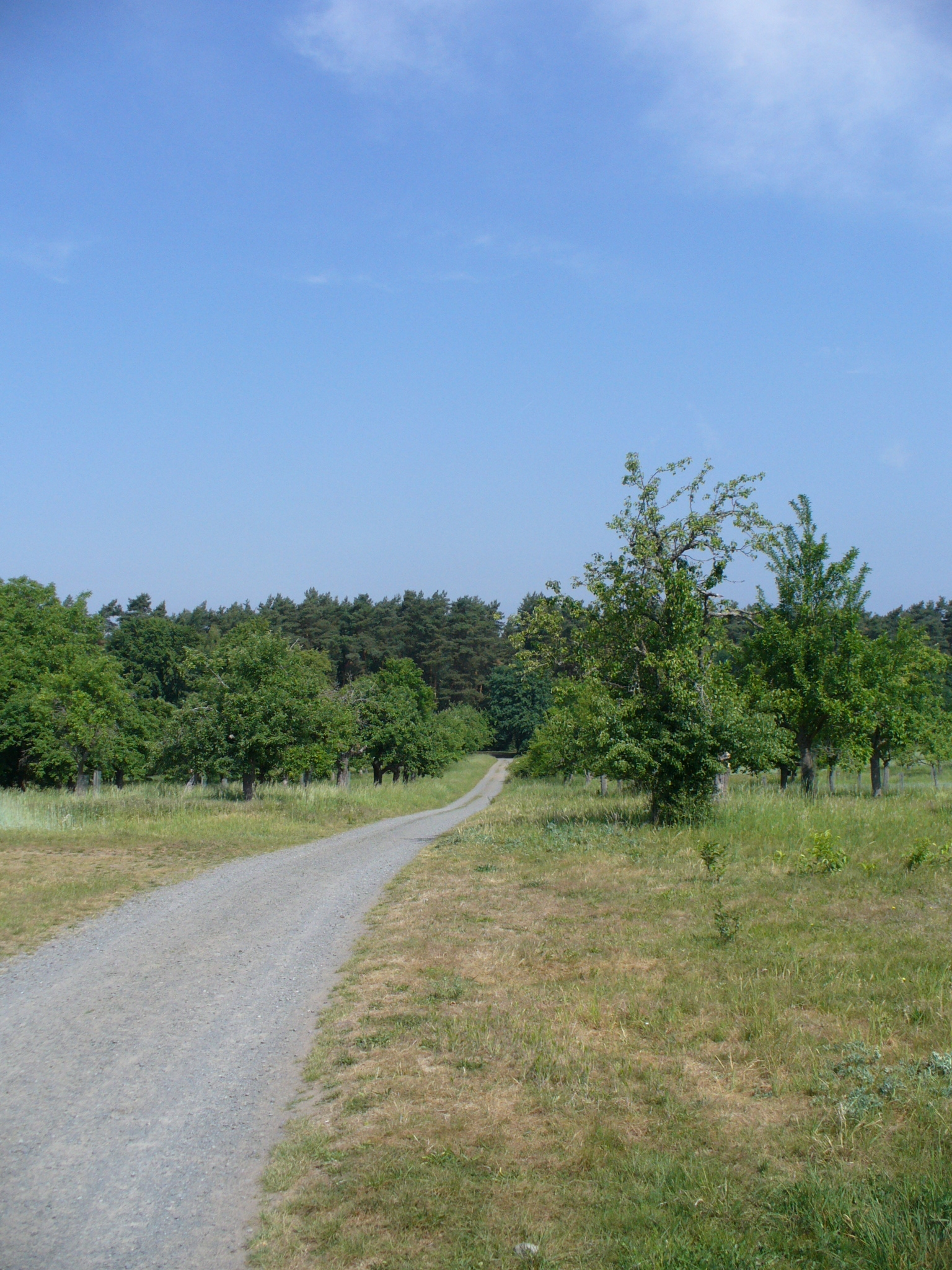
Blick vom höchsten Punkt

Zu erreichen ist der Gailenberg über einen Abzweig an der Gemarkungsgrenze der Stadt Mühlheim an der Verbindung zwischen Lämmerspiel und Steinheim (Steinheimer Straße) und über einen Zugang im Gebiet der Vogelsbergseen.